# ¡Happy Birthday Guadalupe!
¡Happy Birthday Guadalupe! è un singolo natalizio del gruppo statunitense The Killers con la collaborazione di Wild Light e The Bronx, reso disponibile per il download digitale il 1º dicembre 2009.. Tutti i ricavati della vendita sono stati devoluti all'associazione Global Fund To Fight Aids in Africa.

## Video
Il video vede la partecipazione del protagonista della celebre serie Tv anni '90 Beverly Hills 90210, Luke Perry.

## Classifiche
| Classifiche (2009)     | Miglior posizione |
| ---------------------- | ----------------- |
| Official Singles Chart | 110               |